# Licheng (socken)
Licheng (kinesiska: 栎城, 栎城乡) är en socken i Kina. Den ligger i provinsen Henan, i den centrala delen av landet, omkring 250 kilometer sydost om provinshuvudstaden Zhengzhou. Antalet invånare är 36 360. Befolkningen består av 18 642 kvinnor och 17 718 män. Barn under 15 år utgör 25,0 %, vuxna 15-64 år 63 %, och äldre över 65 år 11,0 %.
Genomsnittlig årsnederbörd är 1 111 millimeter. Den regnigaste månaden är september, med i genomsnitt 197 mm nederbörd, och den torraste är januari, med 18 mm nederbörd.